# Cedella Marley
Cedella Marley (Kingston; 23 de agosto de 1967) es una cantautora, escritora, diseñadora de moda y actriz jamaicana.

## Biografía
Hija del artista de reggae Bob Marley y Rita Marley. Participó con sus hermanos de la banda Ziggy Marley and the Melody Makers.
Marley vive actualmente en Miami, donde es la directora ejecutiva de Tuff Gong International y madre de tres hijos. Sigue de gira con Ziggy Marley and the Melody Makers y lleva a cabo numerosos programas televisivos.
Marley ha desarrollado una colección de ropa de mujer a medida, llamado Catch A Fire, el título de uno de los álbumes de su padre. Fue designada como la diseñadora del uniforme que usaron los atletas jamaicanos en los Juegos Olímpicos de Londres 2012.

## Actuación profesional
A finales de los 80s y principios de los 90 Cedella Marley apareció en algunas películas, incluyendo The Mighty Quinn (1989) protagonizada por Denzel Washington, y fue la protagonista femenina en Joey Breaker (1993) frente Richard Edson.